# Black Lightning (seriál)
Black Lightning je americký akční televizní seriál, natočený na motivy komiksů vydavatelství DC Comics o Black Lightningovi. Autorem seriálu, který je součástí franšízy a fikčního světa Arrowverse, je Salim Akil. Premiérově byl vysílán v letech 2018–2021 na stanici The CW, celkově vznikly čtyři řady s 58 díly.

## Příběh
Před devíti lety zanechal Jefferson Pierce své superhrdinské kariéry, neboť zjistil, že má velké dopady na jeho rodinu. Nyní je ředitelem střední školy ve Freelandu. Musí se však jako Black Lightning vrátit zpět, aby jako zabránil vzestupu místního gangu 100, kvůli kterému roste v okolí kriminalita, prodej drog a korupce. Soupeřem se mu stane také federální agentura A.S.A., která ve Freelandu před 30 lety testovala vakcínu, jež z mnoha obyvatel města vytvořila tzv. metalidi s nadlidskými schopnostmi, a Tobias Whale, šéf gangu 100, který je Black Lightningovou nemesis a který je díky séru nadlidsky silný a téměř nesmrtelný. Druhá řada seriálu se věnuje pokračování zápolení s Whalem, Black Lightning také zjišťuje tajemství A.S.A. Ve třetí sérii musí obyvatelé Freelandu čelit okupaci vedené A.S.A. a následnému útoku vojáků z nepřátelské země Markovie. Na začátku závěrečné čtvrté řady již Jefferson Pierce kvůli předcházejícím událostem nepůsobí jako Black Lightning. Ve městě však probíhá souboj mezi „Stovkou“ a kartelem Kober, objeví se také zabiják Ishmael. Tobias Whale se veřejnosti snaží představit jako velký filantrop, ve skutečnosti však chce potají ovládnout celý Freeland.

## Obsazení

### Hlavní role
- Cress Williams jako Jefferson Pierce / Black Lightning, ředitel Garfieldovy střední školy, který se vrací ke svému působení coby superhrdiny, protože jeho dceru unesl místní gang
- China Anne McClain jako Jennifer Pierce / Lightning, Jeffersonova mladší dcera, u které se rovněž projeví schopnosti
  - V části čtvrté řady hrála tuto postavu jako host Laura Kariuki.
- Nafessa Williams jako Anissa Pierce / Thunder / Blackbird, Jeffersonova starší dcera, která studuje medicínu a na půl úvazku pracuje jako učitelka na střední škole. Má podobné schopnosti jako její otec.
- Christine Adams jako Lynn Stewart, bývalá Jeffersonova manželka, neurobioložka
- Marvin „Krondon“ Jones III jako Tobias Whale, bývalý politik, šéf gangu 100
- Damon Gupton jako inspektor Billy Henderson (1.–3. řada), detektiv, který se stane Jeffersonovým spojencem
- James Remar jako Peter Gambi, Jeffersonův přítel a jeho mentor, bývalý agent A.S.A.
- Jordan Calloway jako Khalil Payne / Painkiller (2.–4. řada, v 1. řadě jako host), bývalý přítel Jennifer, díky spinálnímu implantátu částečný kyborg pracující pro Tobiase Whalea
- Chantal Thuy jako Grace Choi / Wylde (4. řada, v 1.–3. řadě jako host), barmanka a Anissina nová přítelkyně

### Vedlejší role
- Kyanna Simone Simpson jako Kiesha Henderson, nejlepší kamarádka Jennifer
- Skye P. Marshall jako Kara Fowdy, zástupkyně ředitele na Garfieldově střední škole
- William Catlett jako Latavius „Lala“ Johnson / Tattoo Man, člen gangu 100
- Dabier jako Will, člen gangu 100
- Charlbi Dean jako Syonide, pobočnice Tobiase Whalea
- Eric Mendenhall jako Joey Toledo, pravá ruka Tobiase Whalea
- Tracey Bonner jako Lawanda White, bývalá studentka Jeffersona Pierce, jejíž dcera byla zabita gangem 100
- Anthony Reynolds jako zástupce náčelníka Zeke Cayman, zkorumpovaný policejní důstojník
- Jill Scott jako Evelyn Stillwater-Ferguson / Lady Eve
- Edwina Findley jako Tori Whale, Tobiasova mladší sestra
- Gregg Henry jako Martin Proctor, vedoucí agentury A.S.A.

## Produkce
Seriál Black Lightning byl od září 2016 původně připravován pro televizi Fox, která však v únoru následujícího roku projekt odložila. Studio Warner Bros. Television nabídlo pořad ostatním stanicím, čehož využila televize The CW, která objednala podle nového scénáře pilotní díl. Seriál byl stanicí The CW objednán dne 10. května 2017.

## Vysílání
| Řada | Díly | Premiéra v USA | Premiéra v USA  |
| Řada | Díly | První díl      | Poslední díl    |
| ---- | ---- | -------------- | --------------- |
| 1    | 13   | 16. ledna 2018 | 17. dubna 2018  |
| 2    | 16   | 9. října 2018  | 18. března 2019 |
| 3    | 16   | 7. října 2019  | 9. března 2020  |
| 4    | 13   | 8. února 2021  | 24. května 2021 |

Úvodní epizoda 13dílné první řady byla odvysílána 16. ledna 2018. Začátkem dubna 2018 bylo oznámeno objednání druhé řady, která byla uvedena 9. října 2018 a která měla 16 dílů. Třetí sérii oznámila televize The CW na konci ledna 2019, na obrazovkách se objevila v říjnu 2019. Dne 7. ledna 2020 televize The CW uvedla, že objednává čtvrtou řadu seriálu, a v listopadu 2020 stanice oznámila, že půjde o závěrečnou sérii. Její první díl měl premiéru v únoru 2021.

## Související seriály
Od svého počátku stál Black Lightning mimo franšízu a fikční svět Arrowverse, neboť autor seriálu Salim Akil chtěl nejprve vytvořit pořad, který bude fungovat i sám o sobě. Do Arrowverse byl seriál začleněn na přelomu let 2019 a 2020, v polovině své třetí řady, kdy do průběhu crossoveru ostatních superhrdinských seriálů stanice The CW s názvem „Crisis on Infinite Earths“ zasáhla samotná postava Black Lightninga v podání Cresse Williamse. Svět Black Lightninga, do té doby fungující samostatně v rámci mnohovesmíru, se po těchto událostech stal součástí stejného světa jako ostatní seriály Arrowverse.